# Killbox 13
Killbox 13 è un album della thrash metal band Overkill pubblicato nel 2003 dalla Spitfire Records.

## Tracce
1. Devil by the Tail – 5:24
2. Damned – 4:13
3. No Lights – 5:52
4. The One – 4:58
5. Crystal Clear – 5:03
6. The Sound of Dying – 4:56
7. Until I Die – 5:20
8. Struck Down – 4:42
9. Unholy – 4:40
10. I Rise – 5:08

## Formazione
- Bobby Ellsworth – voce
- D.D. Verni – basso
- Dave Linsk – chitarra
- Derek Tailer – chitarra
- Tim Mallare – batteria